# Corsaires de l'air
Pour plus de détails, voir Fiche technique et Distribution.
Corsaires de l'air (Border Flight) est un film américain en noir et blanc réalisé par Otho Lovering, sorti en 1936. 

## Synopsis
Les lieutenants Pat Tornell et Bob Dixon sont assermentés à la division aérienne de l'United States Coast sur la Côte Ouest. Pat déteste suivre les règles mais travaille avec son ancien rival de l'école, le lieutenant Dan Conlon, dont il commence à flirter avec la belle petite amie, Anne Blane. Lors d'une dispute, l'ancien as Calico Smith, intervient entre les deux rivaux et plus tard le commandant Moseley est critiqué pour avoir permis aux passeurs de fourrure d'échapper à la Garde côtière. Il envoie ses hommes pour arrêter les passeurs mais Dixon est abattu dans la tentative et tombe avec son avion.
La Garde côtière décide alors d'armer ses avions avec des mitrailleuses et pendant l'entraînement au tir, Pat vole dangereusement. Il est réprimandé par Moseley, qui avertit les deux pilotes de mettre fin à leur rivalité. Pendant une patrouille de routine, Dan parvient à abattre l'avion d'un passeur et le jour où Anne devait revenir d'un court voyage, Pat, quitte son poste plus tôt. La vraie raison de ce geste est que Pat laisse un message de bienvenue dans le ciel à Anne au-dessus de son navire.
Lorsque Pat téléphone à un navire, le capitaine appelle Moseley pour se plaindre des bouffonneries de son pilote, ce qui le force finalement à demander la démission de Pat. Celui-ci commence alors à voler pour les passeurs tout en continuant à poursuivre Anne, qui pense qu'il travaille en fait sous couverture pour la Garde côtière. Pat et Anne sont kidnappés par les passeurs qui les emmènent dans leur cachette. Anne, à qui Dan a appris à utiliser une radio à ondes courtes, parvient à se libérer de ses contraintes et appelle Dan, l'alertant de leur emplacement. Dan s'envole pour la sauver et Calico la suit, déterminé à l'aider. Lorsque Dan arrive, les passeurs sont sur un bateau au large de la plage et lui tirent dessus, le blessant à la jambe et faisant exploser son avion.
Dan dit à Pat et Anne de s'échapper dans l'avion de Pat, mais elle jure de rester près de lui, pendant que Pat décolle. Ce dernier se rend compte qu'il peut encore rendre tout le monde fier de lui. Après avoir envoyé un message dernier message d'adieu à Anne, il s'écrase sur le navire des contrebandiers, détruisant le navire, les contrebandiers, son avion et lui-même.

## Fiche technique
- Titre français : Corsaires de l'air
- Titre original : Border Flight
- Réalisation : Otho Lovering
- Producteur : A.M. Botsford
- Société de production : Paramount Pictures
- Société de distribution : Paramount Pictures
- Scénario : Stuart Anthony, Arthur J. Beckhard, Ewing Scott
- Musique : John Leipold
- Photographie : Harry Fischbeck
- Montage : Chandler House
- Pays : États-Unis
- Format : noir et blanc - 35 mm - 1,37:1 - Son : Mono (Western Electric Noiseless Recording)
- Genre : Drame
- Durée : 58 minutes
- Dates de sortie : 
  - États-Unis : 29 mai 1936
  - France : 16 octobre 1936

## Distribution
- Frances Farmer : Anne Blane
- John Howard : Lieut. Dan Conlon
- Roscoe Karns : Calico Smith
- Robert Cummings : Lieut. Bob Dixon
- Grant Withers : Lieut. Pat Tornell
- Samuel S. Hinds : Commandeur Mosely
- Donald Kirke : Heming
- Matty Fain : Jerry
- Frank Faylen : Jimmie
- Ted Oliver : Turk
- Paul Barrett : opérateur radio

## Source
- Corsaires de l'air sur EncycloCiné